# Cavendishia angustifolia
Cavendishia angustifolia är en ljungväxtart som beskrevs av Mansfeld. Cavendishia angustifolia ingår i släktet Cavendishia och familjen ljungväxter. Inga underarter finns listade i Catalogue of Life.